# 日本野球聖地・名所150選
日本野球聖地・名所150選（にっぽんやきゅう せいち・めいしょ150せん）は、2022年に日本に野球が伝来して150周年を記念して、日本野球機構と全日本野球協会が主催し、その他日本のプロ・アマ野球の各団体などが協賛して展開した野球場や野球関連施設の聖地と呼ばれる場所のことである。
同企画は、多くの野球ファンの協力を得て、日本の野球文化を支えた野球場、練習場などをファンのアンケートや、野球関係者から候補地を選び、野球殿堂博物館などと共同で協議をしたうえで、それらのなかから150周年にちなみ150か所を選抜し、認定した。

## 一覧
| 都道府県         | 名称                                                                                  |
| ---------------- | ------------------------------------------------------------------------------------- |
| 北海道           | 札幌ドーム                                                                            |
| 北海道           | 千代台公園野球場（オーシャンスタジアム）                                              |
| 北海道           | 札幌市円山球場                                                                        |
| 北海道           | 旧札幌農学校演舞場跡（時計台）                                                        |
| 北海道           | 札幌市営中島球場跡                                                                    |
| 北海道           | 花咲スポーツ公園施設硬式野球場（スタルヒン球場）                                      |
| 青森県           | 青森市営野球場（ダイシンベースボールスタジアム）                                      |
| 青森県           | 大三沢リッドルスタジアム跡（現：三沢市公会堂）                                        |
| 岩手県           | 岩手県営野球場                                                                        |
| 宮城県           | 楽天生命パーク宮城（宮城球場）                                                        |
| 宮城県           | 八木山球場跡（現：八木山動物公園フジサキの杜）                                        |
| 宮城県           | 旧制二高グラウンド跡（現：仙台市青葉区片平公園）                                      |
| 秋田県           | かみおか嶽雄館                                                                        |
| 秋田県           | 八橋運動公園硬式野球場（さきがけ八橋球場）                                            |
| 山形県           | 山形県野球場（荘内銀行・日新製薬スタジアムやまがた）                                  |
| 山形県           | 鶴岡市小真木原野球場（鶴岡ドリームスタジアム）                                        |
| 福島県           | 福島県営あづま球場                                                                    |
| 茨城県           | 茨城県立水戸第一高等学校                                                              |
| 茨城県           | 水戸市民球場（ノーブルホームスタジアム水戸）                                          |
| 栃木県           | 宇都宮常設野球場跡                                                                    |
| 群馬県           | 桐生新川球場跡（現：新川公園）                                                        |
| 群馬県           | 分福球場跡                                                                            |
| 群馬県           | 群馬県立敷島公園野球場（上毛新聞敷島球場）                                            |
| 埼玉県           | ベルーナドーム（西武ドーム）                                                          |
| 埼玉県           | 加須市民運動公園野球場（加須きずなスタジアム）                                        |
| 埼玉県           | 埼玉県営大宮公園野球場                                                                |
| 千葉県           | ZOZOマリンスタジアム（千葉マリンスタジアム）                                          |
| 千葉県           | 谷津遊園 野球場跡                                                                     |
| 東京都           | 東京ドーム                                                                            |
| 東京都           | 明治神宮野球場                                                                        |
| 東京都           | 明治神宮外苑第二球場                                                                  |
| 東京都           | 日本野球発祥の地                                                                      |
| 東京都           | 東京大学野球場（東大球場）                                                            |
| 東京都           | 東京スタジアム跡                                                                      |
| 東京都           | 尾久グラウンド跡                                                                      |
| 東京都           | 駒澤野球場跡                                                                          |
| 東京都           | 上井草球場跡                                                                          |
| 東京都           | 芝浦球場跡                                                                            |
| 東京都           | 洲崎球場跡                                                                            |
| 東京都           | 武蔵野グリーンパーク野球場跡                                                          |
| 東京都           | 早稲田大学旧安部球場跡                                                                |
| 東京都           | 慶應義塾綱町グラウンド（旧三田綱町球場）                                              |
| 東京都           | 羽田運動場跡                                                                          |
| 東京都           | 新橋停車場跡                                                                          |
| 東京都           | 日本工業倶楽部会館                                                                    |
| 東京都           | 東京會舘別館跡                                                                        |
| 東京都           | 朝日ビル跡                                                                            |
| 東京都           | 後楽園スタジアム跡                                                                    |
| 東京都           | 野球殿堂博物館                                                                        |
| 東京都           | 学生野球会館跡                                                                        |
| 東京都           | 鎮魂の碑                                                                              |
| 東京都           | 毎日新聞跡                                                                            |
| 東京都           | 日本生命日比谷ビル（7階会議室）                                                       |
| 東京都           | 旅館天龍跡                                                                            |
| 神奈川県         | 横浜スタジアム                                                                        |
| 神奈川県         | 川崎球場跡（現：川崎富士見球技場）                                                    |
| 神奈川県         | 神奈川県立保土ヶ谷公園硬式野球場（サーティーフォー保土ケ谷球場）                      |
| 東京都・神奈川県 | 多摩川沿いの河川敷 3球場                                                              |
| 新潟県           | 長岡市悠久山野球場                                                                    |
| 新潟県           | 新潟県立鳥屋野潟公園野球場（HARD OFF ECOスタジアム新潟）                              |
| 新潟県           | 鳥屋野運動公園野球場                                                                  |
| 富山県           | 魚津桃山運動公園桃山野球場                                                            |
| 富山県           | 富山市民球場アルペンスタジアム                                                        |
| 富山県           | 富山県営富山野球場                                                                    |
| 富山県           | 南砺市福光地区のバット工場群                                                          |
| 石川県           | 石川県営兼六園野球場跡（現：本多の森北電ホール）                                      |
| 石川県           | 石川県立野球場                                                                        |
| 石川県           | 金沢市民野球場                                                                        |
| 福井県           | 福井県営球場                                                                          |
| 福井県           | 福井市営球場跡                                                                        |
| 山梨県           | 山梨県小瀬スポーツ公園野球場（山日YBS球場）                                           |
| 長野県           | 長野市営南長野運動公園総合運動場野球場（長野オリンピックスタジアム）                  |
| 長野県           | 上田市上田城跡公園野球場                                                              |
| 岐阜県           | 長良川球場（岐阜メモリアルセンター野球場）                                            |
| 静岡県           | 草薙総合運動場硬式野球場（静岡草薙球場）                                              |
| 静岡県           | 伊東スタジアム跡                                                                      |
| 愛知県           | バンテリンドーム ナゴヤ（ナゴヤドーム）                                               |
| 愛知県           | 八事球場メモリアルパーク                                                              |
| 愛知県           | 鳴海球場跡                                                                            |
| 愛知県           | ナゴヤ球場                                                                            |
| 愛知県           | 大須球場跡                                                                            |
| 三重県           | 倉田山公園野球場（ダイムスタジアム伊勢）                                              |
| 滋賀県           | 皇子山総合運動公園野球場（マイネットスタジアム皇子山）                                |
| 京都府           | 京都市西京極総合運動公園野球場（わかさスタジアム京都）                                |
| 京都府           | 立命館衣笠球場跡                                                                      |
| 大阪府           | 京セラドーム大阪（大阪ドーム）                                                        |
| 大阪府           | 高校野球発祥の地記念公園（旧豊中グラウンド）                                          |
| 大阪府           | 日本生命球場跡（現：もりのみやキューズモールBASE）                                    |
| 大阪府           | 藤井寺球場跡                                                                          |
| 大阪府           | 大阪スタヂアム跡（現：なんばパークス）                                                |
| 大阪府           | 中百舌鳥総合運動場野球場跡（中モズ球場）                                              |
| 大阪府           | 寝屋川球場跡                                                                          |
| 大阪府           | 中沢佐伯記念野球会館                                                                  |
| 大阪府           | 阪急百貨店大食堂（現：阪急うめだ本店）                                                |
| 兵庫県           | 阪神甲子園球場                                                                        |
| 兵庫県           | 神戸総合運動公園野球場（ほっともっとフィールド神戸）                                  |
| 兵庫県           | 阪急西宮スタジアム跡（現：阪急西宮ガーデンズ）                                        |
| 兵庫県           | 宝塚球場跡（現：関西学院初等部）                                                      |
| 兵庫県           | 鳴尾球場跡                                                                            |
| 兵庫県           | 明石公園第一野球場（明石トーカロ球場）                                                |
| 兵庫県           | 丹波市立スポーツピアいちじま野球場（つかさグループいちじま球場）                      |
| 兵庫県           | 姫路城内球場跡                                                                        |
| 奈良県           | 奈良県立橿原公苑野球場（佐藤薬品スタジアム）                                          |
| 奈良県           | 三宅町のグラブ・スパイク工場群                                                        |
| 奈良県           | 奈良春日野球場跡（現：奈良公園）                                                      |
| 和歌山県         | 紀三井寺公園野球場                                                                    |
| 和歌山県         | 旧制和歌山中学校運動場スタンド（現：桐蔭高）                                          |
| 和歌山県         | 和歌山県営球場（向ノ芝球場）跡（現：和歌山県立体育館）                                |
| 鳥取県           | 米子市民球場（どらドラパーク米子市民球場））                                          |
| 鳥取県           | 米子市営湊山球場跡                                                                    |
| 島根県           | 旧松江市営野球場跡                                                                    |
| 岡山県           | 倉敷スポーツ公園野球場（倉敷マスカットスタジアム）                                    |
| 岡山県           | 岡山県野球場（総合グラウンド）                                                        |
| 広島県           | MAZDA Zoom-Zoom スタジアム広島（広島市民球場〈2代目〉）                               |
| 広島県           | 旧広島市民球場跡〈初代〉                                                              |
| 広島県           | 三次市営球場跡（現：十日市親水公園）                                                  |
| 広島県           | 福山三菱電機球場跡                                                                    |
| 広島県           | 広島県総合グラウンド野球場（Balcom BMW 広島総合グランド野球場）                       |
| 広島県           | 呉二河球場（鶴岡一人記念球場）                                                        |
| 山口県           | 旧下関球場跡（現：下関市立市民病院）                                                  |
| 山口県           | 長府野球場跡                                                                          |
| 徳島県           | 阿南市（野球のまち阿南）                                                              |
| 徳島県           | 徳島県立城南高等学校「徳島野球発祥の地」石碑                                          |
| 香川県           | 高松市立中央球場跡 野球王国高松を築いた名将 水原茂像・三原脩像                        |
| 香川県           | 香川県営野球場（レクザムスタジアム）                                                  |
| 愛媛県           | 松山中央公園野球場（坊っちゃんスタジアム・マドンナスタジアム） の・ボールミュージアム |
| 愛媛県           | 松山市営球場跡（現：城山公園（堀之内地区）ふれあい広場）                              |
| 愛媛県           | 松山市立子規記念博物館                                                                |
| 高知県           | 高知市野球場                                                                          |
| 福岡県           | 福岡PayPayドーム（福岡ドーム）                                                        |
| 福岡県           | 平和台野球場跡                                                                        |
| 福岡県           | 小倉到津球場跡（現：アクロスプラザいとうづ）                                          |
| 福岡県           | 北九州市民球場                                                                        |
| 福岡県           | 春日原球場跡                                                                          |
| 福岡県           | 香椎球場跡                                                                            |
| 佐賀県           | 大町町民グラウンド（旧杵島炭鉱グラウンド）                                            |
| 佐賀県           | 佐賀県立森林公園野球場（さがみどりの森球場）                                          |
| 長崎県           | 長崎県営野球場（長崎ビッグNスタジアム）                                               |
| 長崎県           | 島原市営球場                                                                          |
| 熊本県           | 藤崎台県営野球場（リブワーク藤崎台球場）                                              |
| 熊本県           | 熊本市水前寺野球場                                                                    |
| 大分県           | 大洲運動公園硬式野球場（別大興産スタジアム）                                          |
| 大分県           | 別府市民球場跡（現：別府市総合体育館「べっぷアリーナ」）                              |
| 大分県           | 大分県立春日浦野球場跡（現：フレスポ春日浦）                                          |
| 宮崎県           | 宮崎県総合運動公園硬式野球場（ひなたサンマリンスタジアム宮崎）                        |
| 宮崎県           | 旧宮崎県営球場跡                                                                      |
| 鹿児島県         | 鴨池市民球場 中馬庚像                                                                 |
| 鹿児島県         | 鹿児島県立鴨池野球場（平和リース球場）                                                |
| 沖縄県           | 那覇市営奥武山野球場（沖縄セルラースタジアム那覇） 島田叡氏顕彰碑                     |
| 沖縄県           | 名護市営球場（タピックスタジアム名護）                                                |